# Papamosques gorjablanc
El papamosques gorjablanc (Anthipes monileger) és una espècie d'ocell de la família dels muscicàpids (Muscicapidae) que habita el pis inferior dels boscos, bambú i zones d'espessa vegetació de Nepal, Bhutan i est de l'Índia, sud-oest de la Xina, sud de Myanmar, nord-oest de Tailàndia, Laos i nord i centre del Vietnam. El seu estat de conservació es considera de risc mínim.
En diverses llengües rep el nom de "papamosques gorjablanc" (Anglès: White-gorgeted Flycatcher. Francès: Gobemouche à gorge blanche).